# تعطیلات رسمی (فیلم)
تعطیلات رسمی (به انگلیسی: Bank Holiday) یک فیلم درام انگلیسی به کارگردانی کارول رید است که در سال ۱۹۳۸ منتشر شد.

## بازیگران
- جان دیویس لاج
- مارگارت لاکوود
- ویلفرد لاوسون
- هیو ویلیامز
- رِنِـی رِی
- والی پچ
- کتلین هاریسون
- گری مارش
- جین استوارت
- فلیکس آیلمر
- لئونارد شارپ